# Megalocysta
Megalocysta is een geslacht van wantsen uit de familie van de Tingidae (Netwantsen). Het geslacht werd voor het eerst wetenschappelijk beschreven door Champion in 1897.

## Soorten
Het genus is monotypisch en bevat alleen de volgende soort:

- Megalocysta pellucida Champion, 1897